# Yves Chamberland
Yves Chamberland (* 1933 in Paris; † 4. April 2023) war ein französischer Tonmeister und Jazz-Produzent, Gründer des legendären Davout-Studios in Paris.

## Leben und Wirken

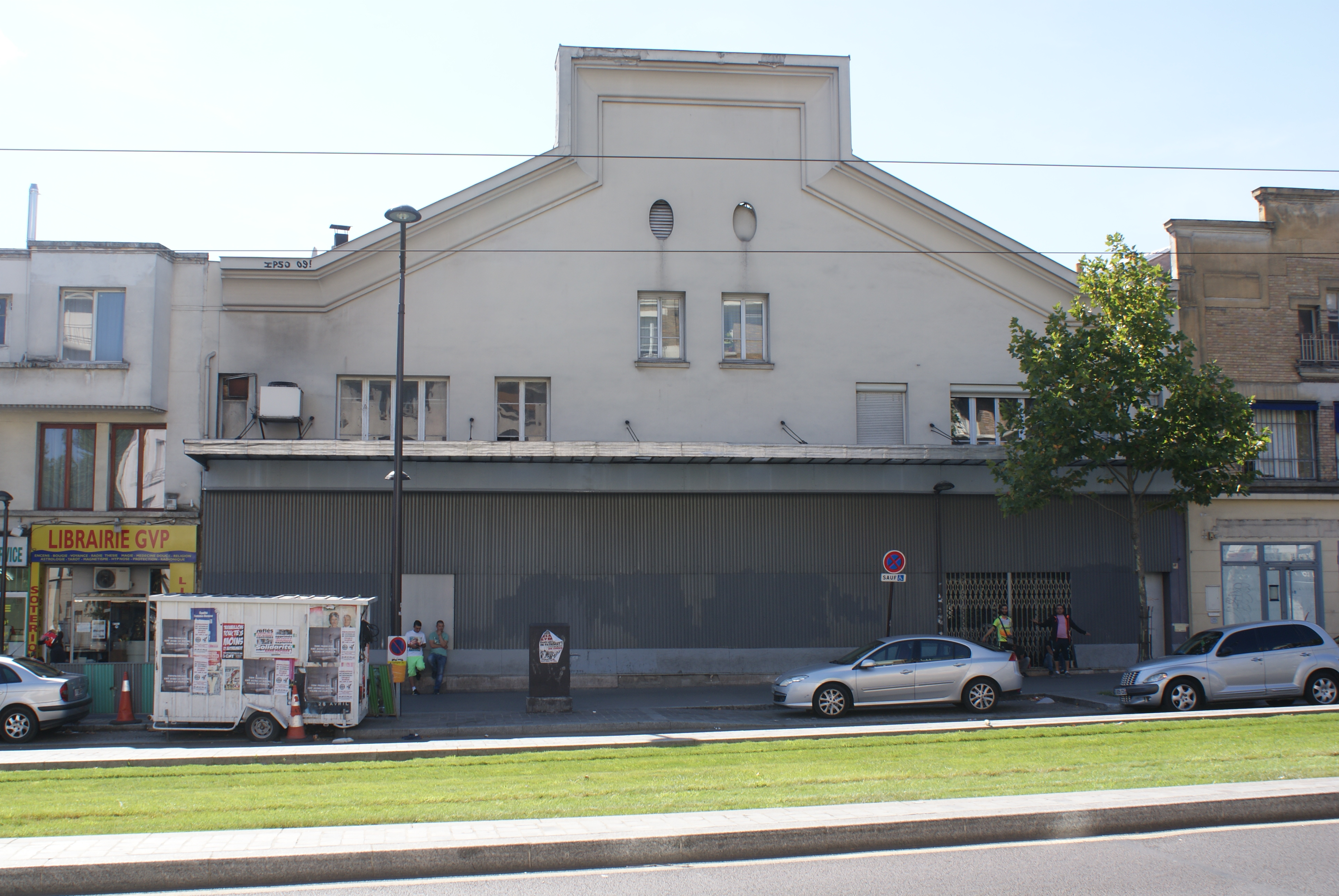
Das Studio Davout (2017)

Chamberland begann seine Karriere als Session-Schlagzeuger im Studio Cochereau und im Studio Genex. Er erwarb ein Diplom in Höherer Mathematik und ein „Radio-[Technik] and Radar“-Diplom bei der französischen Armee. Anschließend baute er Konsolen, Mikrofone und Verstärker aus Ersatzteilen, die er in amerikanischen Überschussgeschäften fand. Später baute er mehrere Tonstudios, darunter den ersten Salle Wagram (1958), bevor er sich 1962 mit Jean-Michel Pou-Dubois zur Gründung von Europa Sonor zusammenschloss. Dieses Studio, das in der Pariser Rue Charcot eingerichtet war, verfügte als erstes französisches Studio über 3-Spur-Technik. Zwei Jahre später kündigte er und gründete 1965 das Studio Davout in einem stillgelegten Kino am gleichnamigen Boulevard, nahe der Porte de Montreuil im 20. Arrondissement.
Chamberland begann das Studio Davout zunächst mit drei Spur-Technik auszustatten, steigerte sich dann schnell auf vier Spuren, dann auf 6, 8, 16 (1972) und 24 (1974). Die Klangqualität des klaren und sehr geräumigen Davout-Studios (mit 300 Quadratmetern) zog die großen Klassik-Ensembles und Stars der populären Musik an. Mit Hilfe des Erfolgs expandierte das Geschäft. Ein zweites Studio B (viel kleiner als A) wurde gebaut, gefolgt von einem mittelgroßen Studio C. Yves Chamberland hat von Anfang an seinen Assistenten von Europa Sonor, Claude Ermelin, an seine Seite geholt und dieser wurde zum leitenden Toningenieur im Studio Davout. Er hatte auch das  Château d’Hérouville im Val d’Oise, das in ein Aufnahmestudio umgewandelt worden war, vom Komponisten Michel Magne übernommen.
Das Davout Studio wurde in den folgenden Jahren ein bevorzugter Ort für Varieté- und Filmmusik-Aufnahmen in Paris: dort entstanden außerdem Aufnahmen von Michel Legrand (Musik zu Les Demoiselles de Rochefort), Nina Simone, Chet Baker, Manu Dibango, Le Trio Camara, Maurice Vander, Pharoah Sanders, Keith Jarrett, Archie Shepp und Herbie Hancock. Chamberland nahm in seinem Studio u. a. die Musik zu den Filmen Lost and Delirious (2001), Seabird Citadels (2000) und Anticosti: Isle of enchantement (2000) auf. Das Studio schloss 2017 seine Pforten.
Bereits 1973 hatte er das Label Cy Records gegründet, das bis 1988 aktiv war; dort erschienen Aufnahmen von Claude Bolling, Michel Portal, Nina Simone, Eddy Louiss, Marcia Maria, Martial Solal, Richard Galliano und Bud Powell. Als ehemalige Jazz-Schlagzeuger war Chamberland neben Francis Dreyfus 1991 Mitbegründer des Dreyfus Jazz-Labels mit besonderem Augenmerk auf das Werk Michel Petruccianis. Yves Chamberland starb Anfang April 2023 im Alter von 90 Jahren.